# Chlaenius flaccidus
Chlaenius flaccidus är en skalbaggsart som beskrevs av Horn. Chlaenius flaccidus ingår i släktet Chlaenius och familjen jordlöpare. Inga underarter finns listade i Catalogue of Life.